# جون لورانس دالي
جون لورانس دالي (بالإنجليزية: John Lawrence Daly)‏ هو مؤلف ومدرس بريطاني، ولد في 31 مارس 1943 في بورنموث في المملكة المتحدة، وتوفي في 29 يناير 2004.